# Puli Space Technologies
A Puli Space Technologies egy magyar önkéntesekből álló csapat, amely részt vesz a Google Lunar X Prize versenyén. Tervük, hogy a kiírásnak megfelelően 2015-ben a Holdra juttassanak egy rovert, ami sikeresen leszáll és a Hold felszínén legalább 500 métert megtesz, miközben felvételeket készít és azokat eljuttatja a Földre. Ez lenne az első magyar űrszonda, amely eléri egy idegen égitest felszínét. A csapatnak 2013 elején körülbelül 30 aktív tagja volt, akik szabadidejükben szervezték a projektet. A holdszonda a Puli nevet kapta, utalva a projekt és a résztvevők magyarságára.

## A Puli Space Projekt háttere
Az eredeti elképzelés szerint egy gömbbe zárt terepjárót („rover”) építettek volna 2014-re. A gömb megvédte volna az eszközt a Hold felszínének finom porától és szabad mozgást garantált volna neki. Ezt a koncepciót végül egy egyszerűbb terepjáró modell váltotta fel.
A kiírás szerint a küldetést 90%-ban magán forrásból kell megvalósítani. A projekt költségvetése körülbelül 30 millió dollár, amit szponzori felajánlásokból igyekeznek összegyűjteni. A projekt szervezői cégek és magánszemélyek felajánlására egyaránt számítanak a szükséges összeg összegyűjtéséhez. A támogatók neveit az űrszondával együtt eljuttatják a Holdra.
A Holdra juttatást kereskedelmi hordozórakétával szándékozik megoldani a csapat.

## A küldetés története
A csapat 2010 szeptemberében lépett a nyilvánosság elé ötletével, előzetes regisztrációt hajtott végre és gyűjtést indított az 50 000 amerikai dollárnyi regisztrációs díjra. Az összeg 2011 február elején összegyűlt, február végén befejeződött a regisztráció.
A csapat több prezentációt tartott televíziókban, a Budapest Newtech Meetup-on és a Budapest Science Meetup-on.
A prototípus fejlesztése 2012 októberére a magyarországi tesztelés fázisába jutott. A holdjárót például a gánti bauxitbányában, Dunakeszin, és Fülöpszálláson pedig homokos terepen tesztelték. A holdjáró egyik példányát 2013 elején a marokkói sivatagban megrendezett Mars2013 szimulációs gyakorlat keretében kezdték tesztelni. A rovert a budapesti városházán berendezett irányítóközpontból vezérlik. A prototípus sikeresen megtette az előírt távot, illetve a sík és lejtős terepen is sikeresen bizonyított. A Marokkóban használt jármű még nem azonos a végső, Holdra szánt eszközzel, hanem a földi körülményeknek megfelelően épült: a csapat az itt összegyűjtött adatok alapján építi majd meg azt a holdjárót, ami valóban eljuthat a Holdra.